# Moha La Squale
Mohamed Bellahmed (Créteil, 24 februari 1995), beter bekend als Moha La Squale, is een Frans-Algerijnse rapper. 
Hij groeide op in een volkswijk in het 20e arrondissement van Parijs, waar hij in aanraking kwam met straatcultuur en muziek.
Zijn artiestennaam is een combinatie van Moha, een verkorte versie van zijn voornaam Mohamed, en La Squale, wat de bijnaam was van zijn oudere broer in de buurt.
Hij werd in 2017 bekend doordat hij elke zondag freestylevideo’s postte op zijn Facebookpagina. Door zijn unieke stijl en eerlijke teksten kreeg hij snel een grote aanhang. In augustus 2017 tekende hij een platencontract bij Elektra France, een dochterlabel van Warner Bros Records.

## Debuutalbum: Bendero (2018)
In 2018 bracht hij zijn eerste album Bendero uit. Het werd een groot succes en bereikte de eerste plaats in de Franse albumlijst. Ook in België en Zwitserland kwam het album in de hitlijsten. Veel nummers uit het album kwamen in de Franse Single Top 100.

## Samenwerkingen
In juli 2018 begon Moha La Squale een samenwerking met kledingmerk Lacoste. Hij was de eerste rapper waarmee Lacoste samenwerkte. In 2020 stopte Lacoste de samenwerking na beschuldigingen tegen hem, omdat zijn gedrag niet meer bij het imago van het merk zou passen.